# Чёрные бригады
«Чёрные бригады» (итал. Brigate Nere) — итальянские фашистские военизированные организации, которые действовали на севере Италии, с 1943 года до мая 1945 года, конца Второй мировой войны в Западной Европе, в период существования Итальянской социальной республики.
Официально являлись боевым крылом Республиканской фашистской партии.

## История
Бенито Муссолини был арестован после Большого фашистского совета при поддержке итальянского короля Виктора Эммануила III. После этого начались переговоры с антигитлеровской коалицией, в лице североамериканцев, для вывода Фашистской Италии из войны, однако Б. Муссолини был освобожден немецкими парашютистами во главе с Отто Скорцени. Затем он был назначен немцами председателем Итальянской социальной республики. Социальная республика должна была быть итальянским режимом, который номинально управлял оккупированной немцами Северной Италией. «Чернорубашечники» были распущены по условиям перемирия, но вновь воссозданы как Республиканская национальная охрана (Guardia Nazionale Repubblicana) 24 ноября 1943. Guardia Nazionale Repubblicana была сформирована из местных полицейских, бывших военнослужащих и других оставшихся верными фашистской власти.
Чёрные бригады были сформированы из членов Республиканской фашистской партии. Формирование чёрных бригад началось 30 июня 1944 года. Они не только воевали против Антигитлеровской коалиции и итальянских партизан, но и боролись против политических оппонентов. Чёрные бригады в ходе боевых действий понесли большие потери.

## Формирования
Чёрные бригады не являлись аналогичными армейским тактическим формированиям вооружённых сил. Это были группы численностью от 200 до 300 человек. примерно армейский стрелковый полубатальон. Всего была 41 бригада, которые были разделены по региональным инспекциям. Они были пронумерованы от 1 до 41. Также существовало 9 мобильных и 7 автономных бригад:
- Пьемонтская региональная инспекция:
  - 1-я чёрная бригада «Атер Капелли», Турин
  - 2-я чёрная бригада «Аттилио Прато», Алессандрия
  - 3-я чёрная бригада «Эмилио Пихот», Аоста
  - 4-я чёрная бригада «Луиджи Влале», Асти
  - 5-я чёрная бригада «Карло Лидонничи», Кунео
  - 6-я чёрная бригада «Аугусто Кристина», Новара
  - 7-я чёрная бригада «Бруно Понцеччи», Верчелли
- Ломбардская региональная инспекция:
  - 8-я чёрная бригада «Алдо Резега», Милан
  - 9-я чёрная бригада «Джузеппе Кортези», Бергамо
  - 10-я чёрная бригада «Энрика Тогну», Брешиа
  - 11-я чёрная бригада «Чезаре Родини», Комо
  - 12-я чёрная бригада «Аугусто Фелизари», Кремона
  - 13-я чёрная бригада «Марчелло Турчетти», Мантуя
  - 14-я чёрная бригада «Альберто Алфьери», Павия
  - 15-я чёрная бригада «Серхио Гатти», Сондрио
  - 16-я чёрная бригада «Данте Джервазини», Варесе
- Венецианская региональная инспекция:
  - 17-я чёрная бригада «Бартоломео Асара», Венеция
  - 18-я чёрная бригада «Луиджи Белон», Падуя
  - 19-я чёрная бригада «Ромоло Гори», Ровиго
  - 20-я чёрная бригада «Франческо Каппеллини», Тревизо
  - 21-я чёрная бригада «Стефано Риццарди», Верона
  - 22-я чёрная бригада «Антонио Фаггион», Виченца
- Эмилийская региональная инспекция:
  - 23-я чёрная бригада «Евгенио Фаччини», Болонья
  - 24-я чёрная бригада «Иджино Гиджеллини», Феррара
  - 25-я чёрная бригада «Артуро Каппани»[итал.], Форли
  - 26-я чёрная бригада «Мирко Пистони», Модена
  - 27-я чёрная бригада «Вирджинио Гаваццоли»[итал.], Парма
  - 28-я чёрная бригада «Пиппо Астори», Пьяченца
  - 29-я чёрная бригада «Этторе Мути», Равенна
  - 30-я чёрная бригада «Умберто Рози», Реджо-нель-Эмилия
- Лигурийская региональная инспекция:
  - 31-я чёрная бригада «Генерал Сильвио Пароди», Генуя
  - 32-я чёрная бригада «Антонио Падоан», Империя
  - 33-я чёрная бригада «Туллио Бертони», Специя
  - 34-я чёрная бригада «Джованни Бриаторе», Савона
- Тосканские чёрные бригады:
  - 35-я чёрная бригада «Дон Эмилио Спинелли», Ареццо
  - 36-я чёрная бригада «Бенито Муссолини», Лукка[3]
  - 37-я чёрная бригада «Эмилио Танци», Пиза
  - 38-я чёрная бригада «Руй Блас Бьяджи», Пистойя
  - 39-я чёрная бригада, Сиена
  - 40-я чёрная бригада «Витторио Риккарели», Апуания
  - 41-я чёрная бригада «Рафаэль Манганьелло», Флоренция
- Мобильные чёрные бригады:
  - 1-я мобильная чёрная бригада «Витторио Риккарели», Милан
  - 2-я мобильная чёрная бригада «Данило Меркури», Падуя
  - 3-я мобильная чёрная бригада «Аттилио Паппалардо», Болонья
  - 4-я мобильная чёрная бригада «Альдо Резега», Дронеро-Кунео
  - 5-я мобильная чёрная бригада «Энрико Куаглиата», долина Камоника
  - 6-я мобильная чёрная бригада «Далмация», Милан
  - 7-я мобильная чёрная бригада «Тевере», Милан
  - 8-я мобильная чёрная бригада, «Адамова голова» Триест
  - 9-я мобильная чёрная бригада «Ардити», Милан
- Автономные чёрные бригады:
  - Автономная чёрная бригада «Джованни Джентиле»[итал.]
  - Автономная оперативная чёрная бригада «Джузеппе Гарибальди»
  - Автономная министерская чёрная бригада
  - Автономная чёрная бригада, Марке
  - Автономная чёрная бригада, Гориция
  - Автономная чёрная бригада, Удине
  - Автономная чёрная бригада, Триест

## Форма одежды
Чёрные бригады носили чёрные рубашки и чёрную форму. Иногда использовали камуфляжные куртки. Штаны были серо-зелёной расцветки. В качестве символики использовали мёртвую голову. Также бойцы чёрных бригад носили чёрные береты или кепи в немецком стиле. Некоторые были произведены в Германии, а другие в Италии.